# Куче асистент
Куче асистент, известно като служебно куче (service dog) в Съединените щати, е куче, обучено да помага или подпомага човек с увреждане. Много от тях са обучени от организация за кучета асистенти или от техния водач, често с помощта на професионален треньор .

## Терминология
„Куче асистент“ (Assistance dog) е международно установеният термин за куче, което оказва помощ на човек с увреждания и е обучено да помага за смекчаване на увреждането на своя водач. Assistance Dogs International, международна мрежа от доставчици на кучета асистенти по целия свят, отбелязва, че има известна променливост на терминологията в различните щати, особено в Съединените щати. „Куче асистент“ е терминът, възприет от организации, които обучават и предоставят кучета асистенти, и някои хора с увреждания, които си партнират с кучета асистенти.
Кучетата асистенти или служебни кучета не трябва да се бъркат с животни за емоционална подкрепа, тъй като животните за емоционална подкрепа не са защитени съгласно законите на ADA (Americans with Disabilities Act) или Закона за хората с увреждания от 2010 г. (Обединеното кралство) и обикновено нямат почти никакво обучение в сравнение с помощ или услуга куче.

## Отличителни черти
За да се счита едно куче за куче асистент, то трябва да отговаря на следните критерии:
1. Партньорът на кучето трябва да е с увреждане и да отговаря на законовата дефиниция за увреждане в конкретната страна или регион.
2. Кучето трябва да бъде специално обучено да подпомага ежедневния живот с увреждането на партньора по някакъв начин, например отваряне на врати, откриване на висока кръвна захар или алергени и уведомяване за такива, предупреждаване при звънене на телефон, водене на хора с увредено зрение или двигателни увреждания .
3. Кучето трябва да бъде обучено на високо ниво, за да не бъде проблем на обществени места, да бъде безопасно за членовете на обществото и да е добре възпитано, както и да бъде здраво и да не представлява заплаха за хигиената.

Отделните държави и региони ще имат специфични закони и разпоредби, като тези международни критерии ще бъдат широко признати по целия свят.

## Тренировъчен процес
Кучетата асистенти традиционно се обучават от благотворителни организации и други организации, които след това партнират на човек с увреждания с обучено куче, когато кучето е завършило програмата си за обучение на приблизително 2-годишна възраст. Все повече хора с увреждания самообучават на собствените си кучета асистенти, при което лицето с увреждания избира собственото си куче (често наричано „потенциално“) и кучето се обучава от лицето с увреждания, което също става негов евентуален водач. Има голяма променливост между продължителността и вида на обучението, което всяко бъдещо куче придружител получава; въпреки това всички кандидати за кучета придружители ще преминат през определени етапи.

### Избор
Кандидатите за кучета асистенти обикновено се избират с грижа за подходящо здраве, темперамент и характеристики. Големи утвърдени организации като The Guide Dogs for the Blind избират и поддържат свои собствени животни за разплод, за да осигурят здрави малки с желани черти. Някой може внимателно да подбере бъдещи кученца от реномирани развъдчици или може да избере да започне обучение с куче, което вече е било част от семейството. Телевизионното риалити шоу Rescue Dog to Super Dog включва процеса на внимателен подбор на кучета спасители от приюти, които да бъдат обучени като кучета помощници.

### Социализация
Първият период от живота на бъдещото кученце обикновено преминава в социализация, а не в официално обучение. Големите официални организации често използват приемни семейства на кученца през първата година на малките и кученцето израства в нормална семейна среда, заобиколено от гледките, звуците и миризмите на типа среда, в която по-късно ще работят, научавайки се да бъде чисто и обучено да ходи на тоалетна, уверени и щастливи. Обучаващите собственици сами отглеждат малките си, така че кучето живее със същия човек, който по-късно ще бъде техен водач, но също така ще се съсредоточи върху това да даде на кученцето увереност, опит в играта и социализация в средата, в която по-късно ще работи.

### Обучение по задачи
След като кученцето стане достатъчно голямо, то ще започне своето специализирано обучение, което ще включва обучение в работа и/или навици. Именно тези навици ще ги направят отличителни и специализирани кучета асистенти. В САЩ водачът на куче асистент може да бъде попитан дали има увреждане и какви навици изпълнява кучето, за да подпомага това увреждане като единствените два правни въпроса, за да се установи, че кучето наистина е куче асистент. Навиците, които ще научи кучето асистент, зависят от уврежданията, които има техният настоящ или бъдещ водач и следователно почти няма ограничение за видовете навици, на които едно куче може да бъде обучено. Те могат да варират от събиране на изпуснати предмети и изваждане на пране от пералня до прекъсване на самонараняващото се поведение до осигуряване на терапия с натиск за хора от аутистичния спектър.

### Подчинение и обществен достъп
Едновременно с изучаването на техните уникални нвици за подпомагане на техния водач, кандидатът за куче асистент също се научава как да се държи добре, учтиво и да се представя приемливо пред обществото. Големите организации, които обучават кучета асистенти, ще използват свои собствени вътрешни процеси за обучение. Обучителите на собственици също могат да подходят към това по различни начини. Много групи за подкрепа на собственици и треньори препоръчват следването на установени схеми за послушание на кучета, като програмата за обучение по послушание на Kennel Club Bronze, Silver и Gold, за да придобиете висок и надежден признат стандарт на послушание и поведение, последван от теста за обществен достъп. Тестовете за публичен достъп оценяват способността на кучето да се държи подходящо на обществени места и на места, които обикновено не се считат за подходящи за домашни любимци, където човек може да влезе с куче асистент, като супермаркет или ресторант.

## Видове
В Съединените щати кучетата асистенти попадат в две големи категории: служебни кучета и кучета спасители. Служебните кучета се определят от Закона за американците с увреждания като кучета, които са индивидуално обучени да вършат работа или да изпълняват навици за хора с увреждания. Щатските и местните правителства, фирмите и организациите с нестопанска цел, които обикновено обслужват обществеността, трябва да разрешават на служебните кучета да придружават хората с увреждания във всички части на съоръжението, където обикновено е позволено на обществеността. Кучетата спасители се използват от работещи професионалисти за подпомагане на множество хора. Терапевтичните кучета, подгрупа от кучета спасители, са специално обучени да предоставят емоционална подкрепа, привързаност и комфорт на хора в различни условия като болници, старчески домове, училища и зони за помощ при бедствия. Тези кучета играят решаваща роля за подобряване на психичното здраве, намаляване на стреса и създаване на усещане за благополучие сред хората, с които общуват.
Често срещани примери за кучета асистенти включват:
- Кучета водачи помагат на незрящи и хора с увредено зрение .
- Чуващите кучета или сигналните кучета помагат на глухите и хората с увреден слух
- Кучета асистенти на хора с двигателни увреждания
- Кучета асистенти на хора с медицински проблеми
  - Кучета за реакция при припадъци
- Психиатрични кучета асистенти
- Кучета асистенти за аутизъм

Често срещани примери за кучета спасители включват:
- Кучетата в съдебните заведения обикновено се обработват от професионалисти, работещи в правната система. Те често се използват за подпомагане на жертви на престъпления, свидетели и други по време на разследване и наказателно преследване на престъпления, както и други съдебни производства.
- Кучетата в учебните заведения обикновено се обработват от учители по специално образование, за да се улесни взаимодействието с учениците.
- Кучетата в лечебните заведения обикновено се обработват от физиотерапевти, психолози и други здравни специалисти, за да се улесни възстановяването и управлението на симптомите на пациентите.

## Прилики и разлики между кучета спасители и терапевтични кучета
Тъй като и двете могат да помогнат на хора в сходни условия, като например здравни среди, кучетата в лечебните заведения често се наричат погрешно терапевтични кучета ; между тях обаче има няколко важни разлики. Кучетата спасители се обучават от акредитирани организации за кучета асистенти, а кучетата-терапевти се обучават от техните собственици. Кучетата спасители могат да бъдат обслужвани от голямо разнообразие от работещи професионалисти, докато терапевтичните кучета трябва да се обслужват от техните собственици.
Кучетата спасители се обучават от професионалисти по кучета или от техния собственик за период от 18 до 24 месеца и трябва да преминат много строги тестове, преди да се дипломират от организация за кучета асистенти. Обратно, регистрацията за терапевтични кучета от организация за терапевтични кучета не изисква записване в класове по послушание или терапевтични класове за кучета, което означава, че терапевтичните кучета често преминават през много по-малко строг процес на обучение. Освен това тестовете, които терапевтичните кучета трябва да преминат, са по-малко сложни и предизвикателни от тези, които се правят от кучетата спасители.
Човек с терапевтично куче или куче спасител трябва да има разрешение от местата, които посещава, преди да може да влезе с животното си. Те нямат право да изискват достъп до места, където обикновено не се допускат домашни любимци, или да бъдат отменени таксите, свързани с техните домашни любимци.